# Ida (namn)
Ida är ett kvinnonamn och en kortform av det forntyska namnet Iduberga, som är bildat av ordet id (flit). Det äldsta belägget i Sverige är från år 1351.
Ida blev ett stort modenamn sedan filmerna och TV-serien om Emil i Lönneberga visats i Sverige på 1970-talet.[källa behövs]
Den 31 december 2014 fanns det totalt 50 572 kvinnor folkbokförda i Sverige med namnet Ida, varav 27 748 bar det som tilltalsnamn.
Namnsdag i Sverige: 14 september (sedan 1901). I den finlandssvenska namnsdagslängden har Ida namnsdag 14 september sedan starten 1929, då en egen namnsdagskalender togs i bruk för finlandssvenskar.

## Personer med namnet Ida

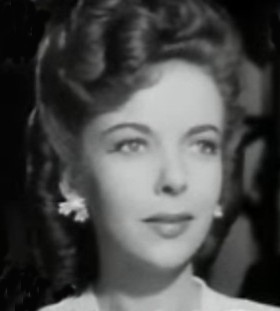
Ida Lupino

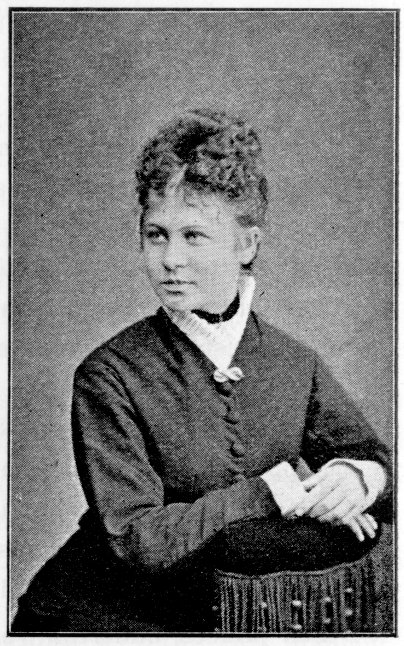
Ida Aalberg

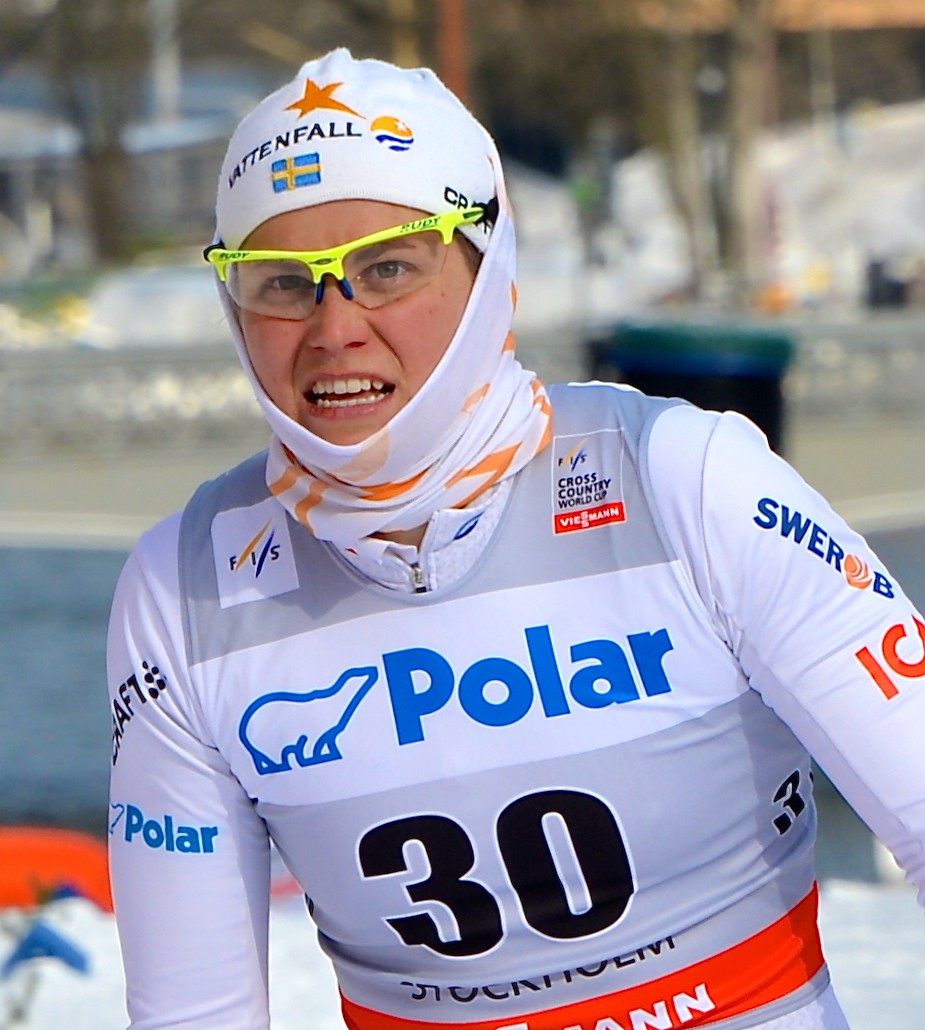
Ida Ingemarsdotter

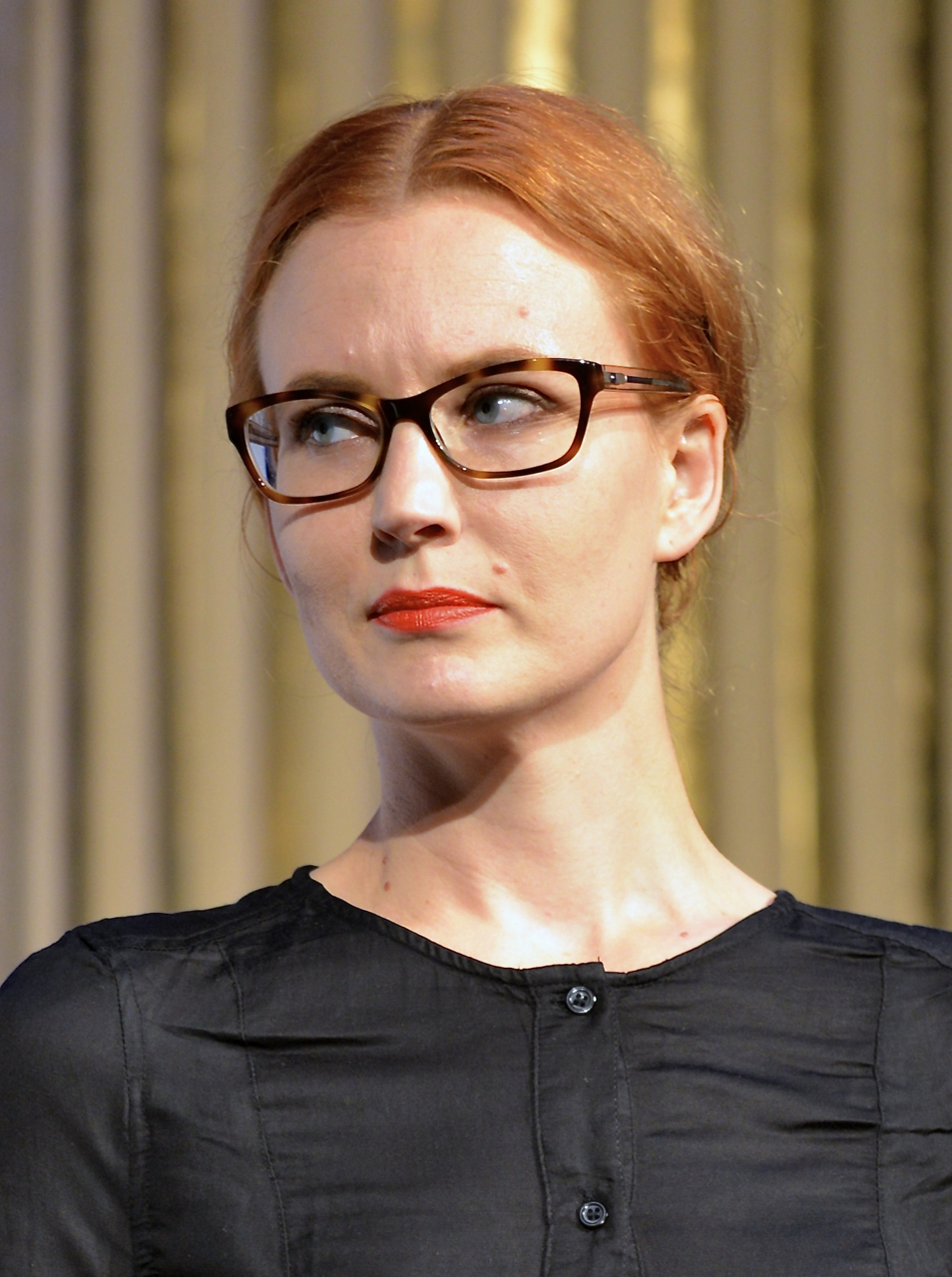
Ida Börjel

- Ida av Boulogne, regerande grevinna
- Ida av Formbach-Ratelnberg , markgrevinna av Österrike och korsfarare
- Ida av Wettin, hertiginna av Böhmen
- Ida Aalberg, finländsk skådespelerska
- Ida Aidanpää, finsk-svensk friidrottare
- Ida Basilier-Magelssen, finsk-norsk sångerska
- Ida Beltoft, dansk författare
- Ida Björkman, svensk psalmförfattare
- Ida Blom, norsk forskare och professor emerita i kvinnohistoria
- Ida Bobach, dansk orienterare
- Ida Boy-Ed, tysk författare
- Ida Brag, svensk operasångerska
- Ida Brander, finlandssvensk skådespelare
- Ida Elise Broch, norsk skådespelare
- Ida Bäckmann, svensk lärare, journalist och författare
- Ida Börjel, svensk författare
- Ida Drougge, svensk politiker (m)
- Ida Engvoll, svensk skådespelare
- Ida Falander, svensk konstnär
- Ida Falbe-Hansen, dansk författare
- Ida Fischer, svensk byrådirektör
- Ida Fässberg, svenskt mordoffer
- Ida Gabrielsson, svensk politiker (v)
- Ida Gawell-Blumenthal, svensk författare, berättare och vissångerska känd under namnet "Delsbostintan"
- Ida Granqvist, svensk psalmförfattare
- Ida Gustafsson, svensk gymnast
- Ida Gyllensten, svensk skådespelare
- Ida Haendel, polsk violinist
- Ida Högberg, svensk skådespelare, dansare och sångerska
- Ida Högstedt, svensk kokboksförfattare
- Ida Ingemarsdotter, svensk längdskidåkare, bragdmedaljör
- Ida Jacobsson, svensk operasångerska
- Ida Jessen, dansk författare
- Ida Karkiainen, svensk politiker (s), statsråd
- Ida Krone, tysk cirkusartist
- Ida Linde, svensk författare
- Ida Linnertorp, svensk skådespelare
- Ida Lundén, svensk tonsättare
- Ida Lupino, brittisk-amerikansk skådespelerska och regissör
- Ida Lövgren, svensk operasångerska
- Ida Matton, svensk konstnär
- Ida Marko-Varga, svensk simmare
- Ida McKinley, amerikansk presidentfru, gift med president William McKinley
- Ida Møller, dansk operasångerska
- Ida-Theres Nerell, svensk brottare
- Ida Nielsen, dansk skådespelare
- Ida Nilsson, svensk friidrottare
- Ida Nilsson, svensk skulptör
- Ida Norrby, svensk skolledare
- Ida Odén, svensk handbollsspelare
- Ida Otterström, svensk skådespelare
- Ida Pfeiffer, österrikisk reseskildrare och upptäcktsresande
- Ida Redig, svensk sångerska
- Ida Rubinstein, rysk ballerina
- Ida Sahlström, svensk textilkonstnär
- Ida Sand, svensk musiker
- Ida von Schulzenheim, svensk konstnär
- Ida Schylander, svensk skådespelare och dansare
- Ida Maria Sivertsen, norsk sångerska
- Ida Sjöstedt, svensk modedesigner
- Ida Thoresen, svensk skulptör
- Ida Trotzig, svensk fotograf, etnograf, japanolog och författare
- Ida Törnström, svensk konstnär
- Ida Wahlund, svensk skådespelare

## Fiktiva figurer med namnet Ida
- Ida, Emils lillasyster i Emil i Lönneberga
- Ida, Gustav Rasks fru i Vilhelm Mobergs roman Raskens
- Ida, dotter i sommarboende familj i August Strindbergs Hemsöborna
- Ida Gunnarsson, Bert-serien
- Ida, huvudperson i boken och filmen Sandor slash Ida